# Lander Euba
Lander Euba Ziarrusta (Guernica, 15 oktober 1977) is een Spaans voormalig beroepswielrenner. Hij reed voor onder meer Euskaltel-Euskadi. Na drie seizoenen bij de Baskische ploeg, kreeg hij in 2003 te horen dat hij op zoek kon gaan naar een andere ploeg. Hij kwam terecht bij het kleine Costa de Almeria, en verdween vervolgens na één seizoen uit het profpeloton.

## Belangrijkste overwinningen
2003
- 1e etappe Trofeo Joaquim Agostinho

## Grote rondes
Geen